# Quatre Valls
Quatre Valls és una zona de valls pirenaiques entre Bigorra i Comenge a França formada per l'Aura, N'esta (Nesta), Barusa i Manhoac.
La vall principal és Aura, que va formar primer un comtat que va esdevenir vescomtat junt amb Manhoac, fins que va passar als vescomtes de Labarta i després als senyors de Fumel. Feudataris aquestos d'Anglaterra (els reis anglesos eren ducs d'Aquitània) ho foren també d'Armanyac. El darrer comte d'Armanyac, Joan, va donar les Quatre valls a sa germana Isabel (la seva amant incestuosa) en ple domini. Enderrocat Joan pel rei el 1470 va comptar amb l'ajuda de la gent de l'Aura i Joan va recuperar el domini l'any següent amb l'ajuda del rebel Carles duc de Berri i Gascunya o Guiena. El 1473 Lectoure, capital d'Armanyac, fou ocupada i Joan mort i els seus dominis confiscats. Les Quatre valls van restar en poder d'Isabel però aquest va ser emmetzinada pel cap de l'exèrcit reial Gastó de Lió i la seva muller la vescomtessa de Lavedan, que volien usurpar la senyoria. Isabel va morir el 4 d'agost de 1476 després d'haver estat obligada a deixar la senyoria a Gastó i la seva muller a canvi d'una pensió que mai van pagar, però les germanes d'Isabel, Maria i Leonor, casades amb els ducs d'Alençon i de Vendôme, van pledejar i al cap de molts anys els Lió van decidir vendre els drets d'usdefruit al rei que els va comprar i el 1607 va incorporar Les Quatre Valls a la corona.